# Тишем, Катарина
Катарина Тисманс, она же Тишем (XVI век, Норидж — 1595), была эрудированной женщиной из Антверпена, которая воспитала своего сына, знаменитого ученого Яна Грутера, находясь в изгнании в Англии. Она была единственной женщиной в Англии при буржуазии, которая была известна как учёный-антиковед.
Основным источником информации о жизни Екатерины Тишем является дань уважения её сыну Яну Грутеру, написанная одним из его учеников, Бальтазаром Венатором. Согласно Венатору, Тишем была удивительно эрудированной женщиной, бегло говорившей на латыни, греческом, французском, итальянском и английском языках и способной прочитать оригинальный текст Галена.
В 1558 году в Антверпене Тишем вышла замуж за овдовевшего и богатого купца и присяжного заседателя Воутера Грутера (также «Вальтеруса», «де Грюйтера» и др.), родом из Бреды. У них было четверо детей, Ян родился в декабре 1560 года. Её муж подписал Компромисс дворян в 1566 году, и, чтобы избежать судебного преследования в испанских Нидерландах, они переехали в голландскую кальвинистскую общину в изгнание в Норидж. Некоторые биографии Яна Грутера утверждают, что Тишем была родом из самого Нориджа, хотя Тисманс — обычное фламандское отчество. Когда их сын поступил в новый Лейденский университет в Голландии в 1578/1579 году, Катарина и Воутер вернулись в Антверпен, но осада Антверпена в 1584 году заставила их снова бежать, на этот раз в Любек, а затем в Гданьск. Воутер Грутер умер в Гданьске в 1588 году, а Катарина, по словам Петера Фукса, умерла в 1595 году.
Её имя включено в композицию «Этаж наследия» Джуди Чикаго.